# Гарен (Північний Брабант)
Гарен (нід. Haren) — село в нідерландській провінції Північний Брабант. Входить до муніципалітету Осс.
Його площа становить 5,46 км², а населення станом на 2021 рік складало 725 осіб.
Перша згадка про населений пункт датується 1191 роком.

## Галерея

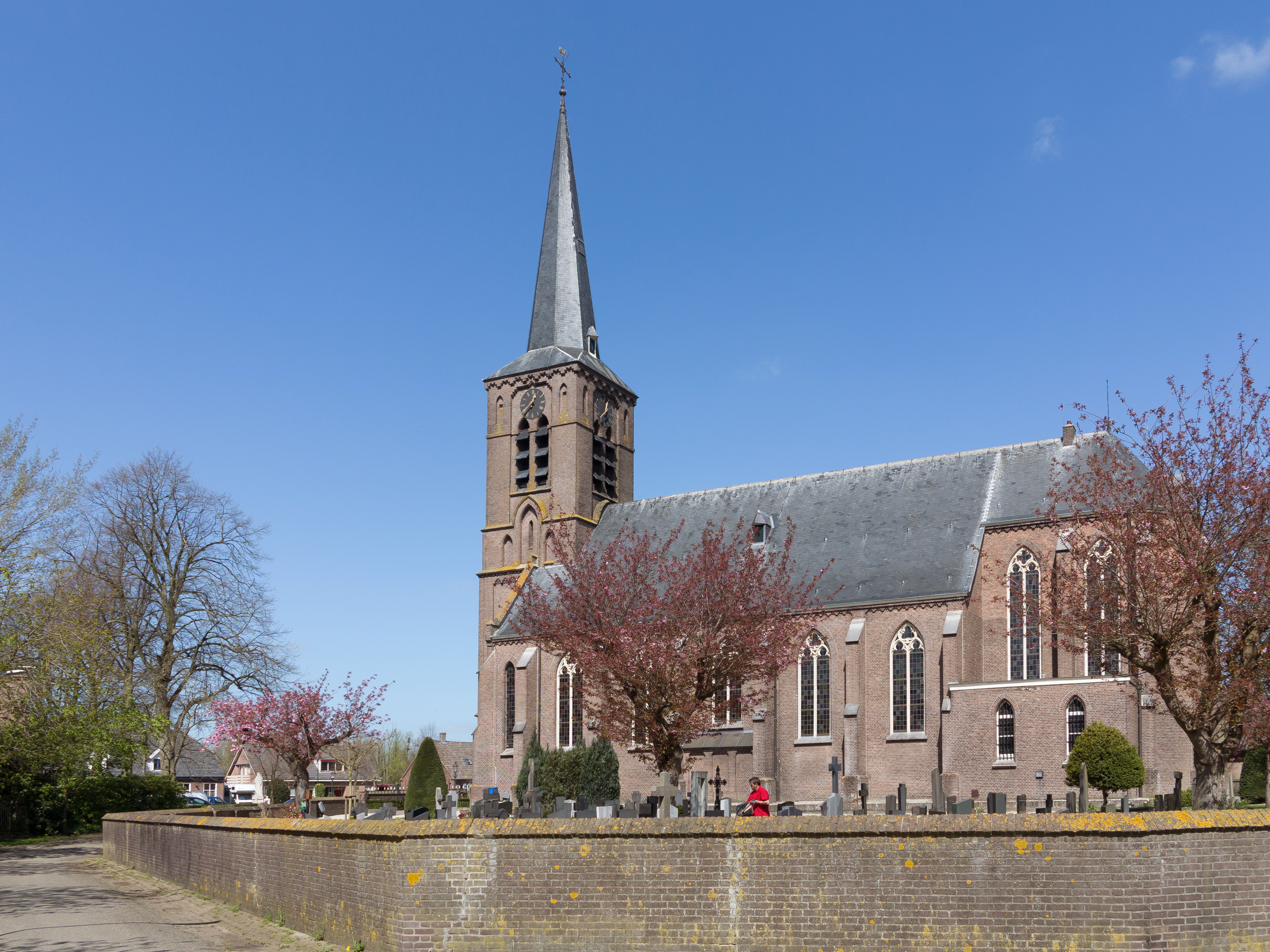
Церква у селі
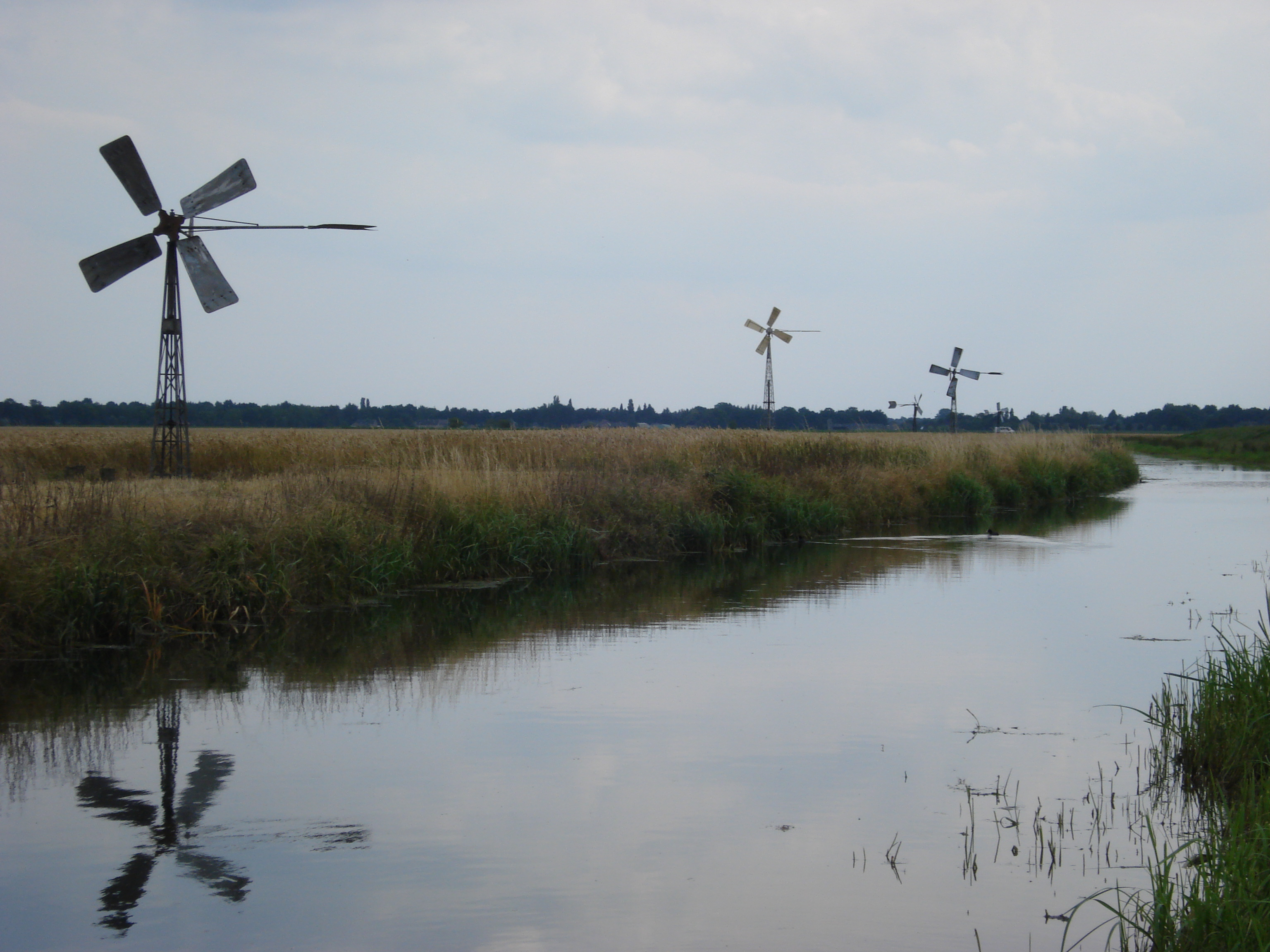
Вітряки в Гарені
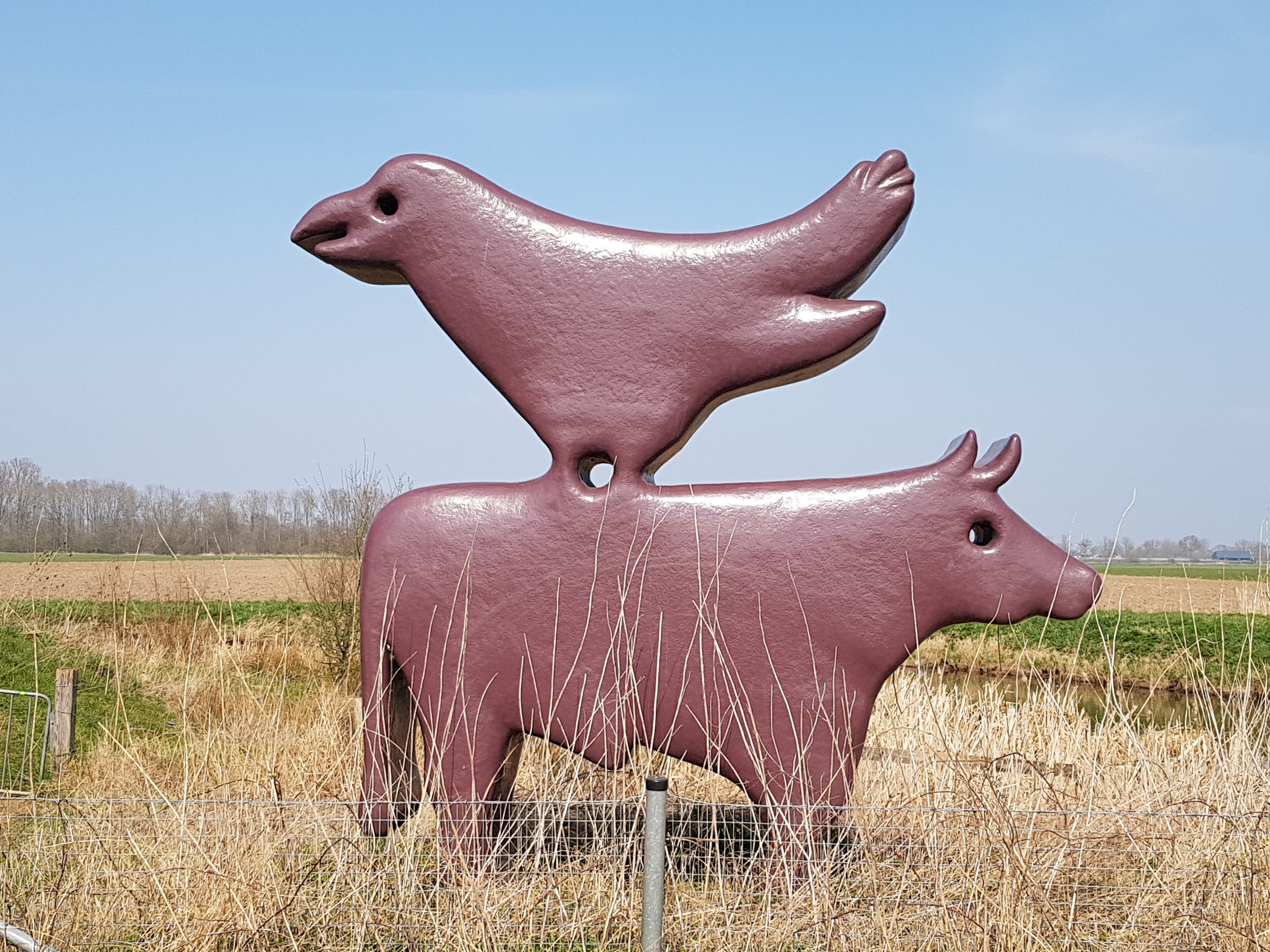
Статуя у селі
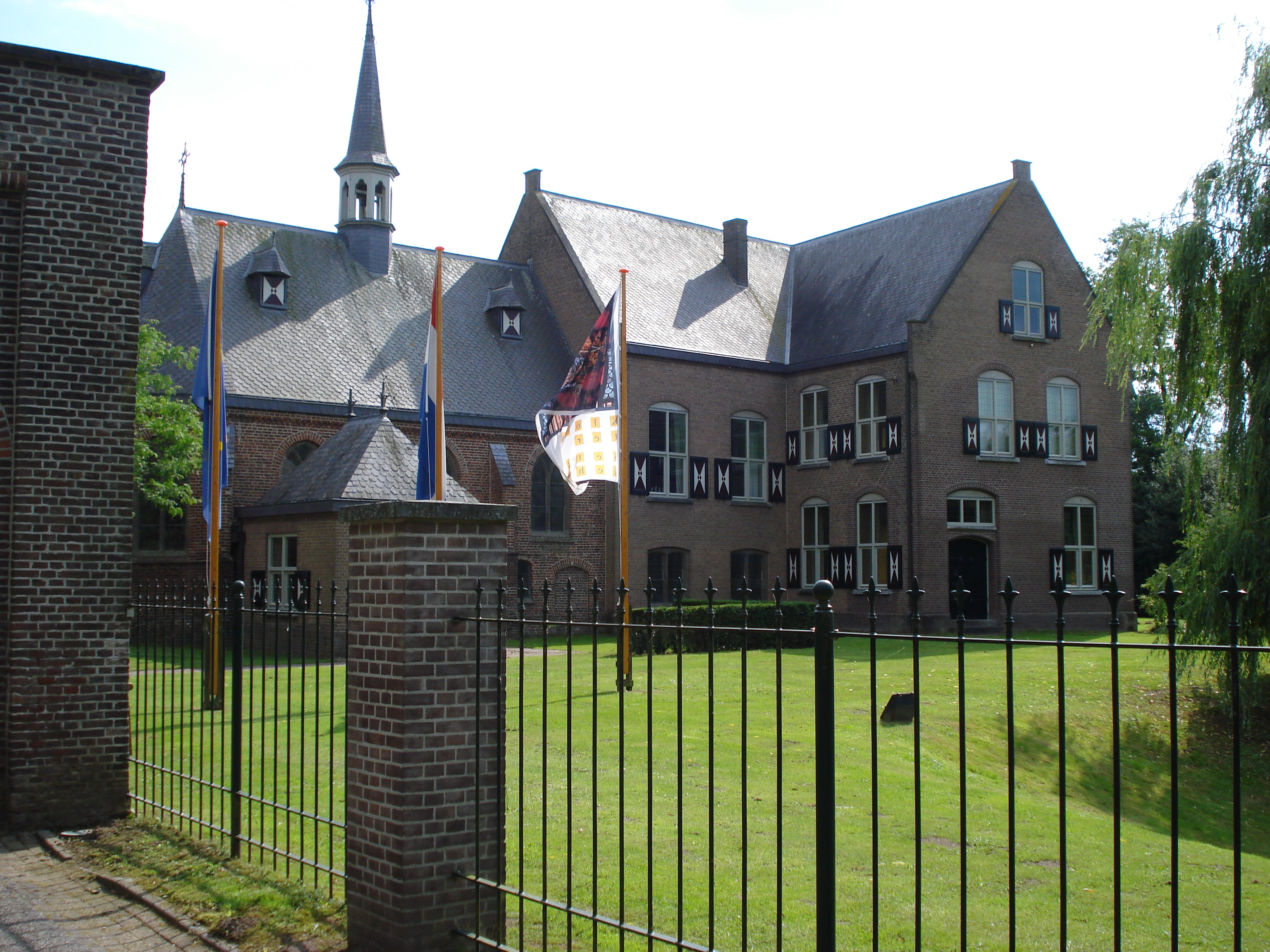
Будівля колишнього монастиря